# Lucien Zins
Pour les articles homonymes, voir Zins.
Lucien Zins, né à Troyes (Aube) le 14 septembre 1922 et mort à Vittel (Vosges) le 13 décembre 2002, est un nageur et éducateur français, directeur technique national de la natation de 1964 à 1973 puis directeur de la préparation olympique.

## Biographie
Lucien Zins est né à Troyes le 14 septembre 1922 et décédé le 13 décembre 2002 à Vittel où il a pris sa retraite.
Deux anecdotes relatées dans son éloge funèbre le décrivent mieux que tout :
1. lors des championnats de France de Toulouse en juillet 1943, sous la pression allemande les organisateurs refusent la participation d'Alfred Nakache — meilleur nageur français de l'époque — parce qu'il est juif. Lucien Zins se retire alors de la compétition et rentre à Troyes sans disputer son titre du 100 m dos ;
2. l'année suivante, alors que le débarquement vient de se produire et que les trains ne circulent plus, les championnats se déroulent à Paris à la piscine des Tourelles. Lucien Zins parcourt à vélo les 160 kilomètres nécessaires pour rallier la capitale, nage le lendemain le 100 m dos et dès l'épreuve terminée rentre à Troyes, toujours à bicyclette, avec son titre de champion de France.

### Carrière sportive
En 1937, à 14 ans, Lucien Zins est champion de France cadet du 100 m dos. Bien que sa carrière soit tronquée par la Deuxième Guerre mondiale, il remporte 10 titres de champion de France en dos et, depuis la catégorie cadets, établit 19 records de France sur 100 et 200 mètres ainsi qu'un record d'Europe du 400 mètres. La guerre terminée, il participe aux jeux olympiques de Londres en 1948 où il termine à la 10e place. En 1949, avec P. Woelflé et P. Roland, il établit le record de France du 3 fois 100 mètres trois nages. Il est champion d'Europe du 100 mètres dos à Vienne (Autriche) en 1950 et participe à ses derniers jeux olympiques à Helsinski en 1952.

### Carrière d’éducateur
Il est nommé entraîneur national en septembre 1955, puis directeur technique national (DTN) le 20 juillet 1964, poste qu'il occupe jusqu'en 1973. Il est ainsi responsable des équipes de France aux jeux olympiques de Melbourne (1956), Rome (1960), Tokyo (1964), Mexico (1968) et Munich (1972). Sous son autorité, les nageurs de l'équipe de France battent sept records du monde et trente records d'Europe. Lorsqu'il quitte ce poste en 1973, il est nommé directeur et responsable de la préparation olympique, toutes disciplines confondues, en reconnaissance de ses talents d'organisateur et de coordonnateur.

## Publications
Il est le coauteur du livre Natation sportive. Technique & entraînement édité en 1966 chez Amphora. Celui-ci est actualisé et réédité en 1973 chez le même éditeur sous le titre Natation sportive.

## Hommages
La ville de Troyes a donné son nom à sa piscine municipale et la Fédération française de natation (FFN) à des épreuves nationales,.